# 올리비에 블랑샤르

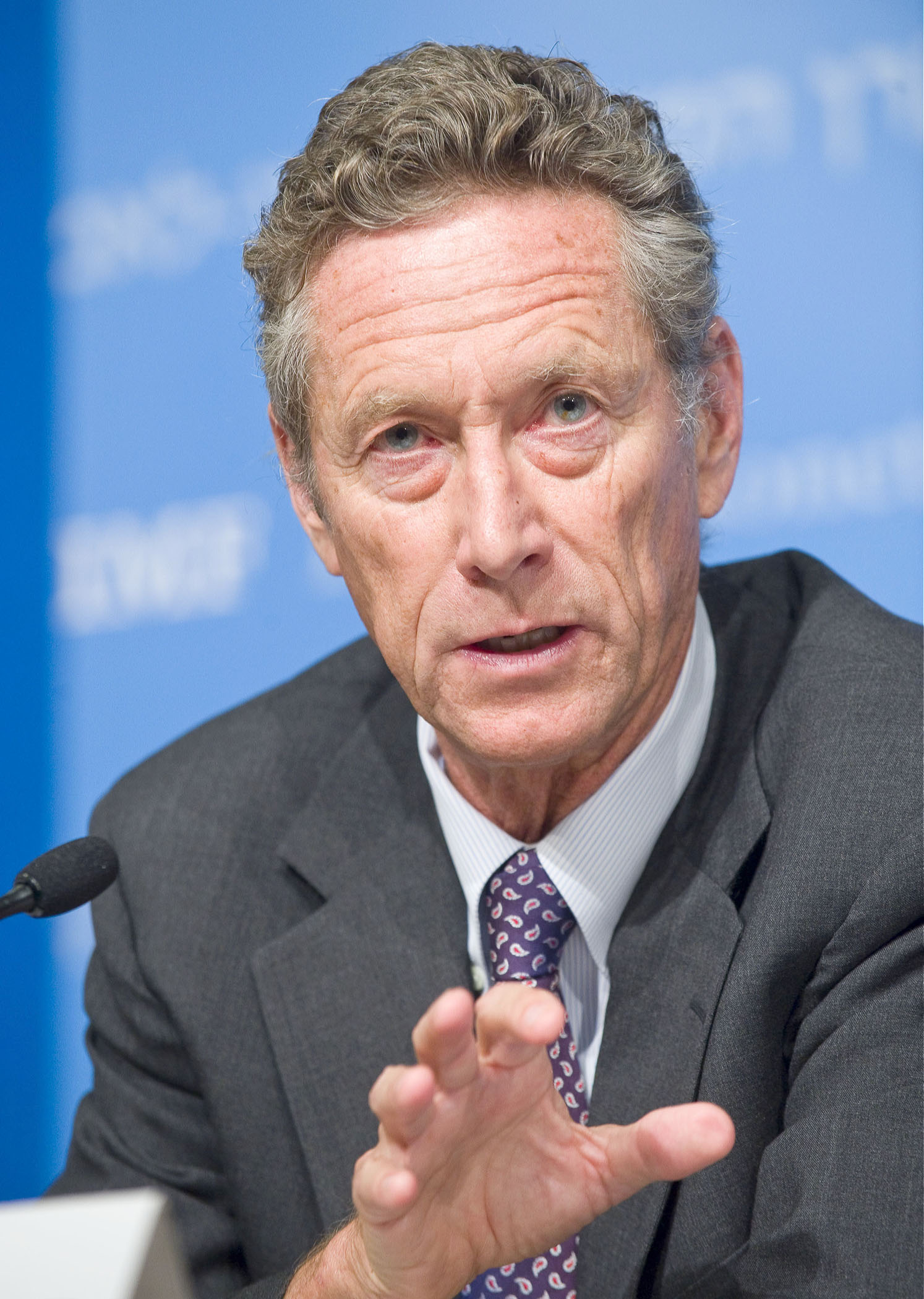

올리비에 장 블랑샤르(Olivier Jean Blanchard, 1948년 12월 27일~)는 프랑스의 경제학자이다. 2008년 9월 1일부터 2015년 9월 8일까지 국제통화기금(IMF) 수석 이코노미스트를 지냈다. 그는 또한 메사추세츠 공과대학교의 경제학 교수이기도 하다.
블랑샤르는 1970년부터 1973년까지 경제학 및 응용 수학 대학원 과정을 마쳤다. 그는 1977년 MIT에서 경제학 박사 학위를 취득한 후 1977년에서 1983년 사이에 하버드 대학교에서 가르쳤고, 그 후 교수로 MIT로 돌아왔다. 그의 거시경제학 전문 분야는 통화 정책의 기능, 투기 거품의 역할, 실업의 결정 요인과 노동 시장 전체의 역할 등이 있다.
블랑샤르는 학부 및 대학원 거시경제학 교과서, 거시경제학 분야에서의 수많은 연구 논문을 발표했다. 1987년, 블랑샤르는 키요타키 노부히로와 함께  총수요 승수를 위한 독점적 경쟁의 중요성을 보여주었다. 대부분의 뉴케인즈주의 거시경제 모델은 이제 그들에 의해 설명된 이유로 독점적 경쟁을 가정한다.
수석 이코노미스트로 재직하는 동안 블랑샤르는 IMF 정책을 재편했다. 대침체 동안 그는 글로벌 재정 부양책을 지지했다. 느린 회복 기간 동안 그는 부양책의 신중한 제거를 촉구하고 양적 완화를 옹호했다.

## 참고 문헌
1. ↑   http://www.imf.org/external/pubs/ft/survey/so/2008/int090208a.htm |제목=이(가) 없거나 비었음 (도움말)
2. ↑  Pearlstein, Steven (2015년 10월 2일). “The smartest economist you've never heard of”. 《Washington Post》. 2015년 10월 3일에 확인함.
3. ↑  "IMF Economic Counsellor and Director of Research Olivier Blanchard To Retire from the Fund" (International Monetary Fund; May 14, 2015).
4. ↑  “Olivier Blanchard, professeur d'économie au MIT - EuropUSA”. 《EuropUSA》 (프랑스어). 2017년 11월 23일에 확인함.
5. ↑  Asia 21 Bio
6. ↑  Blanchard, Olivier Jean; Kiyotaki, Nobuhiro (1987). “Monopolistic Competition and the Effects of Aggregate Demand”. 《American Economic Review》 77 (4): 647–666. JSTOR 1814537.
7. ↑  Loungani, Prakash (2015년 10월 2일). “The Frenchman Who Reshaped the IMF Reflections on the work of Olivier, the IMF's now retired chief economist”. 《The Globalist》. Washington, DC. 2015년 10월 3일에 확인함.